# Václav Markalous
Václav Markalous (19. září 1847 Jesenčany – 2. června 1905 Chrudim) byl český středoškolský učitel, spisovatel a otec spisovatele Jaromíra Johna.

## Život
Jako učitel působil v letech 1873-74 na gymnáziu v Hradci Králové, v letech 1874-83 v Klatovech a v letech 1883-1904 v Chrudimi, od roku 1886 vyučoval též češtinu na hospodářské škole Chrudimi. Působil v Prvním českém včelařském spolku v Chrudimi jako jednatel.

## Dílo
Psal odborné články z oborů: klasická filologie, literatura, pedagogika a včelařství.

## Galerie

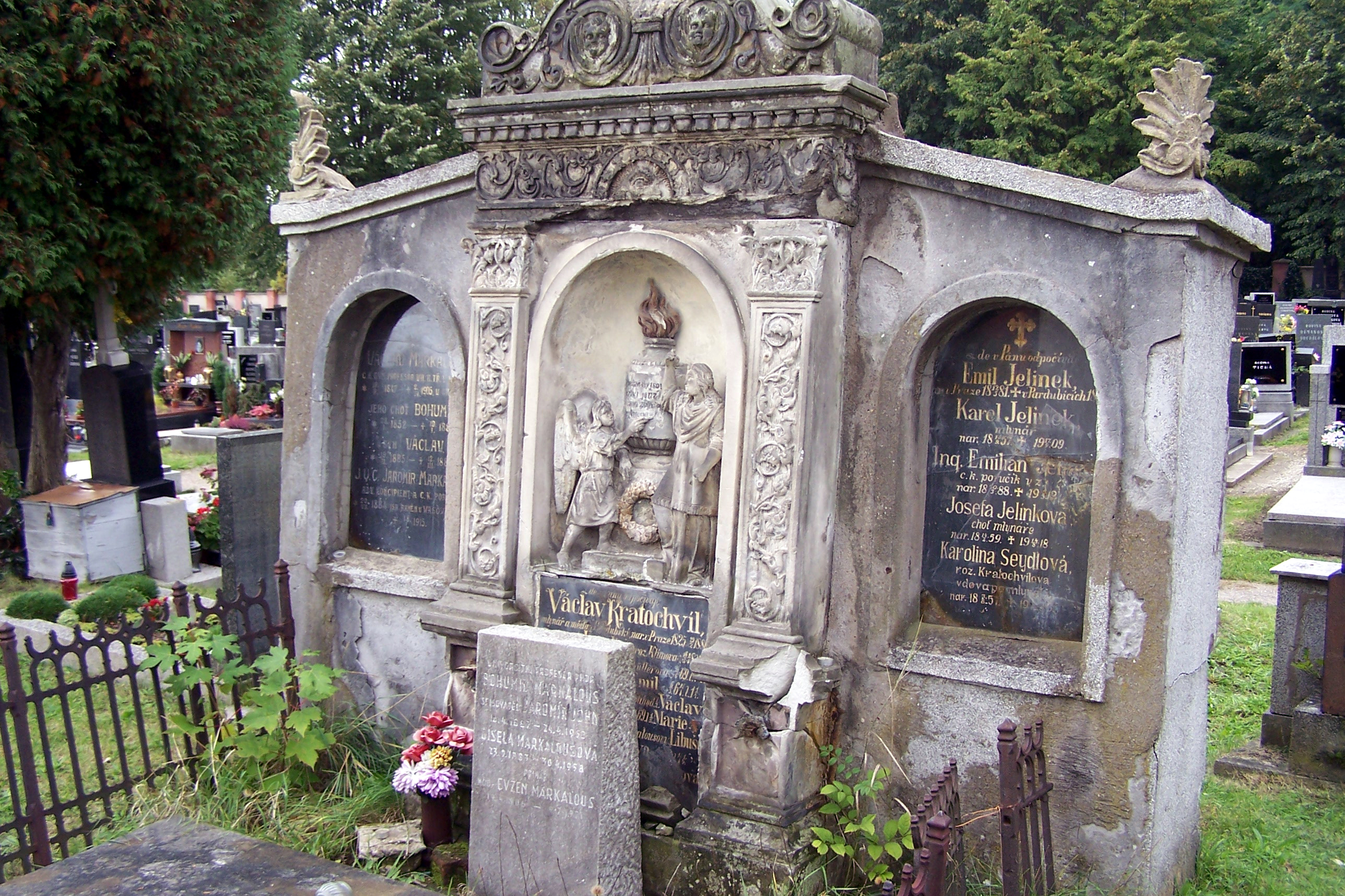
Náhrobek rodiny Markalousovy, hřbitov u kostela svatého Jiljí v Pardubičkách.